# 扬尼克·阿涅尔
扬尼克·阿涅尔（法語：Yannick Agnel，1992年6月9日—），生于尼姆，法國游泳运动员，现200米自由泳和400米自由泳法國纪录保持者。
他在2012年夏季奥林匹克运动会上取得突破，接连夺得4X100米自由泳接力和200米自由泳冠军，击败了一众好手。

## 个人纪录
- 200米自由泳 1:43.14（法國纪录）
- 400米自由泳 3:43.85（法國纪录）